# Ihor Hajdamaka
Ihor Vitalijovytj Hajdamaka (ukrainska: Ігор Віталійович Гайдамака; ryska: Игорь Витальевич Гайдамака: Igor Vitaljevitj Gajdamaka), född den 29 januari 1960 i Mykolajiv i Ukrainska SSR i Sovjetunionen (nu Krementjuk i Ukraina), är en ukrainsk före detta kanotist som tävlade för Sovjetunionen.
Han tog bland annat VM-guld i K-4 500 meter i samband med sprintvärldsmästerskapen i kanotsport 1981 i Nottingham.